# Erik Nyström (geolog)
Erik Torsten Nyström, född 5 juli 1879 på Hönsäter i Österplana församling, död 4 mars 1963 i Uppsala, var en svensk geolog och professor. Han bodde större delen av sitt liv i Kina och tog det kinesiska namnet 新常福, pinyin: Xīn Chángfú, Wade-Giles: Hsin Ch'ang Foo.

## Biografi
Nyström utexaminerades från Kungliga Tekniska högskolan i Stockholm 1900 och blev efter studier i kemi och geologi 1901 filosofie kandidat vid Uppsala universitet. Han var då besluten på att ta arbete i utlandet. Efter en kortvarig anställning i Budapest, som slutade med att arbetsgivaren gick i konkurs, blev han tipsad om möjligheterna i Kina. Utan annat än ett rekommendationsbrev från tipsaren – en dansk ingenjör som arbetat med att anlägga telegraflinjer i landet – reste Nyström 1902 till Shanghai, där han efter några veckor kom i kontakt med en grupp britter, som planlade ett universitet i Taiyuan, huvudstaden i Shanxi-provinsen, cirka 45 mil sydväst om Peking.
Boxarupproret, som 1900 hade fört till reguljära krigshandlingar vid Tianjin och Peking, hade i Shanxi-provinsen i första hand riktats mot utländska kristna missionärer, deras familjer och mot lokala kristna. Vid den s.k. Taiyuanmassakern 9 juli 1900 halshöggs 45 utländska missionärer på yttre gården till provinsguvernörens residens. Totalt dödades under Boxarupproret nära 200 utländska missionärer och flera tusen inhemska kristna. 
I fredsfördraget ingick mycket stora skadestånd. Många missionsorganisationer ville emellertid inte ta emot skadestånd utan ville att detta skulle användas för att förbättra levnadsförhållandena i Kina. Universitetsplanerna i Taiyuan var ett sådant projekt. Shanxi-universitetet blev tillsammans med universitet i Peking och Tianjin, Kinas första universitet med undervisning enligt västerländska kursplaner.
Nyström blev föreståndare för den naturvetenskapliga avdelningen och byggde upp undervisning i kemi. Tillsammans med studenter undersökte han de rika mineralförekomsterna i Shanxi-provinsen. Rapporten om detta översattes också till kinesiska.
Under revolutionsvintern 1911–1912 deltog han i två undsättningsexpeditioner för att föra ut missionärsfamiljer från laglösa områden, den första till Shaanxi-provinsen, den andra, som han själv ledde till Inre Mongoliet. Under senare delen av 1912 var Nyström medhjälpare och tolk till Thorild Wulff, som var utsänd av Röhsska museet i Göteborg för att förvärva en samling med kinesiska konstföremål. Wulffs verksamhet i Kina har senare blivit starkt kritiserad.
Nyström såg behovet för malmgeologiska undersökelser i Kina och tog 1913 initiativ till en kontakt mellan kinesiska myndigheter och professor Johan Gunnar Andersson, som då var chef för Sveriges geologiska undersökning. Resultatet blev att denne 1914 tillsammans med bland andra Felix Tegengren engagerades av den nybildade kinesiska geologiska undersökningen. Även Nyström, som då var nygift, var 1914–1917 anställd inom detta projekt. Andersson, som i Sverige blev känd som "Kina-Gunnar", skulle senare ägna sig åt arkeologi och blev 1926 den förste chefen för Östasiatiska museet i Stockholm.
Nyström blev 1919 filosofie licentiat vid Stockholms högskola i ämnet geologi och mineralogi och 1927 filosofie hedersdoktor vid Uppsala universitet. Han återvände till Shanxi-universitetet som chef för dess geologiska sektion 1920–1928. Han grundlade även ett forskningsinstitut i Taiyuan, där såväl svenska som kinesiska forskare verkade, samt publicerade skrifter i vetenskapliga ämnen - i serien Contributions from the Nyström Institute for Scientific Research in Shansi. Detta bestod med växlande grad av aktivitet fram till omkring 1935.
Efter 1931 bodde Nyström i Peking, där han först verkade som föreläsare vid universiteten där, senare bland annat som krigskorrespondent under kriget med Japan 1937–1945. Då förhållandena för utlänningar försvårades några år efter det kommunistiska maktövertagandet 1949, blev Nyström 1954 tvungen att återvända till Sverige. Han bodde därefter i Uppsala.
Vid sidan av sitt geologiska författarskap, som inte är särskilt omfattande, skrev Nyström en rad populära böcker om Kina och kinesiska förhållanden.
Under kejsartiden fick Nyström rang som mandarin av tredje graden med blå knapp. Han var ledamot av brittiska Royal Geographical Society.
Nyström dubbades till riddare av Kungl. Nordstjärneorden (RNO) 1912 och blev kommendör av samma orden (KNO) 6 juni 1950.  Han förlänades även Kinesiska Dubbla drakorden av 3:e klass (under kejsartiden) och Kinesiska Gyllene skördens orden av 3:e klass (under republikens tid).

## Familj
Erik Nyström var son till den konservative riksdagsmannen läkaren Carl Nyström (1839–1913) och Emily Nyström (1846–1918), född Skjöldebrand. En äldre bror var läkaren Gunnar Nyström, professor i kirurgi vid Uppsala universitet. Erik Nyström gifte sig 1914 med Harriet Nyström (1895–1980), dotter till direktören Vilhelm Nyström och Märta Asker. Efter en skilsmässa gifte de om sig med varandra den 28 juli, 1929. I sin minnesbok Femtio år i Kina berör han inte närmare sina familjeförhållanden.
Erik Nyström är begravd på Uppsala gamla kyrkogård.

## Taiyuan som bas för svenska forskare
Nyströms bosättning i Taiyuan var till stor nytta för svenska forskare, som arbetade med kinesiska problemställningar. Följande personer nämns av Nyström som verksamma i Taiyuan under hans tid där:
- Bernhard Karlgren 1910–1911, sinolog från Uppsala, senare professor i kinesiska vid Göteborgs och Stockholms högskolor
- Erik Norin, 1920–1922, geolog från Stockholm, senare professor vid Uppsala universitet
- David Sjölander, 1920–1921?, zoolog från Riksmuseet, senare konservator i Göteborg
- Harry Smith, 1924–1925, botanist från Uppsala universitet, senare intendent för botaniska museisamlingar där.[14]

De tre sistnämnda var knutna till "The Nystrom Institute for scientific research in Shansi".